# Matt Cartwright
Matthew A. Cartwright, detto Matt (Erie, 1º maggio 1961), è un politico e avvocato statunitense, membro della Camera dei Rappresentanti per lo stato della Pennsylvania dal 2013 al 2025.

## Biografia
Nato in Pennsylvania, Cartwright è figlio di un imprenditore che lavorava in Canada. Cartwright frequentò il college in Canada e successivamente si laureò in legge all'Università della Pennsylvania. Mentre frequentava la London School of Economics, conobbe la sua futura moglie Marion Munley, la cui famiglia possedeva uno studio legale a Scranton in cui Cartwright venne assunto.
Cartwright lavorò come avvocato per venticinque anni e nel frattempo si dedicò alla politica con il Partito Democratico. Nel 2012 i distretti congressuali della Pennsylvania vennero ridefiniti e Cartwright decise di candidarsi per un seggio della Camera dei Rappresentanti occupato dal democratico moderato Tim Holden. Cartwright riuscì a battere Holden nelle primarie presentandosi come candidato progressista e successivamente riuscì anche a vincere le elezioni generali.
Dalla moglie Marion, Cartwright ha avuto i due figli Matt Jr. e Jack.